# Mode (onde)
Pour les articles homonymes, voir Mode.
En acoustique, en optique ou en électromagnétisme, le mode est l'état d'une onde stationnaire.

## Définition des modes
Un mode est une solution d'une équation de propagation, équation différentielle ou à dérivées partielles. Si l'équation est linéaire, par définition de la linéarité toute combinaison linéaire à coefficients constants (ici supposés réels) est une solution. 
En acoustique, les équations de propagation sont, en première approximation, linéaires. En électromagnétisme, les équations de Maxwell dans le vide sont linéaires. Cette linéarité est étendue à des systèmes contenant des sources, en remplaçant fictivement les sources par leurs champs avancés qui sont des ondes calculées de façon qu'elles soient intégralement absorbées par les sources.
Peu excitée, une flûte émet une onde sinusoïdale dont la fréquence est indépendante de l'excitation, donc de l'amplitude émise : elle émet sur son mode fondamental. Très excitée, elle émet aussi des fréquences sensiblement multiples (harmoniques), elle fonctionne sur un autre mode.
Cette description se généralise mathématiquement. Les solutions d'une équation linéaire sont représentées dans un espace vectoriel (supposé ici réel), souvent de dimension infinie. Un mode correspond à toutes les solutions proportionnelles à l'une d'entre elles. Pour un mode donné, une solution dépend du coefficient de proportionnalité (réel), appelé amplitude (ne pas confondre l'amplitude d'une solution avec la valeur locale d'une solution aussi appelée amplitude).
On doit distinguer des modes définis ci-dessus, les "modes géométriques" qui sont des ensembles de modes qui diffèrent par l'addition d'une constante à la variable temps.

## Énergie des modes en électromagnétisme
Max Planck a établi en 1900 que pour obtenir une formule représentant bien le rayonnement du corps noir à température T, il faut poser que l'énergie dans un mode électromagnétique monochromatique de fréquence f, contenu dans ce corps est : 
hf/((exp(hf/kT)-1) + C, 
où h est la constante qui porte son nom, k la constante de Boltzmann, et C une constante dont la valeur moyenne exacte a été donnée par Nernst en 1916. On trouve facilement la valeur de cette constante hf/2 en écrivant que l'énergie dans le mode tend, conformément à la thermodynamique, vers k T lorsque T tend vers l'infini. Il résulte de ce calcul que l'amplitude dans un mode électromagnétique a une valeur minimale qui correspond à l'énergie à 0 K : hf/2.

## Absorption d'une onde classique
Les équations de propagation des ondes acoustiques contiennent un terme d'amortissement, mais on peut souhaiter réduire l'amplitude d'un bruit sans attendre son amortissement. À cet effet, on utilise des haut-parleurs qui émettent des ondes en opposition de phase avec l'onde parasite (atténuation active d'un bruit). Mais le résultat n'est pas parfait.
De même, il apparaît impossible d'absorber une onde électromagnétique émise par un oscillateur de Hertz ou un atome au moyen d'ondes émises par des sources semblables car les ondes sont intenses au voisinage des sources, et leurs amplitudes décroissent rapidement. On a ainsi une origine sensible du champ du point zéro; les équations de Maxwell n'ayant pas de terme d'amortissement.
Pour tenir compte de la valeur minimale de l'amplitude dans un mode, on doit considérer que l'émission spontanée est une amplification du champ du point zéro, et qu'une absorption d'apparence totale laisse subsister l'amplitude minimale. Toutes les observations sont conformes aux résultats de ces calculs, et, en particulier il est inutile d'introduire un champ correctif de réaction de radiation pour interpréter l'émission spontanée.